# 斯洛豪斯 (加利福尼亞州)
斯洛豪斯（英語：Sloughhouse）是位於美國加利福尼亞州薩克拉門托縣的一個非建制地區。該地的面積和人口皆未知。

## 地理
斯洛豪斯的座標為38°29′45″N 121°11′38″W / 38.49583°N 121.19389°W，而該地的平均海拔高度為31米（即102英尺）。